# 漢字廃止論
漢字廃止論（かんじはいしろん）は、中国・日本・朝鮮・ベトナムなどの漢字文化圏において漢字を廃止し音標文字の採用を図る言語改革運動である。

## 背景

### 印刷・電信上の問題
実用的な側面として、漢字が活字印刷の活用、とりわけ、活版印刷で決定的な障害となっていたことが挙げられる。
1980年代以降、日本はワープロ・パソコンといった情報機器の普及によりタイプ印字がたやすくなったが、そこにいたるまでの長い活字文化で印刷技術の活用に漢字が大きな障害となっていた。印刷技術は近代文明誕生における三大発明のひとつに並べ挙げられるほど重要性を認められていたが、漢字文化圏は文字数が膨大であることから文章を活版印刷するには非常に手間がかかり、活字の保管にも大きなスペースを必要とした。
それに比べてアメリカやヨーロッパは活字印刷のさらなる技術革命として登場したタイプライターの発明によって文書の即席印刷が可能となり、ほとんどすべての書類が迅速に活字印刷され、熟練者は1分あたり100単語、日本語は約50文字、の速さで文書を作成できた。秘書に速記で口述筆記させたのち、即タイプで清書させ、その文書にサインすることで正式書類を迅速に生産することも可能で、特に組織内での指揮伝達を迅速、明確に行えた。ほとんどの指示が口頭ではなく文書で残るだけでなく、その結果報告も活字の報告書として迅速に生産されたため組織管理の透明化に役立った。
漢字は通信技術の活用と発展にも大きな妨げとなっていた。たとえば電報やテレックスの利用が挙げられる。日本語は同音異義語が多いため、簡潔な意思伝達にのみ用いられることとなった。中国語の場合には、漢字を1字につき4桁の数字にコードブックで符号化してモールス符号で送信し、受信側は逆の手順で復号する手順（電碼）を要し、電報送信は日本語以上に困難であった。
また、日本を含む漢字文化圏で謄写版印刷が多く使われたのは、漢字の存在により、全ての種類の活字を活版印刷用にそろえることが難しかったためである。日本で学校の教材として全国統一のプリントが普及したのは学校別に活字印刷するには膨大な労力と費用がかかったからという側面もある。
欧米で機械印刷が発達したのに比べ、既に木版が普及していた東アジアで機械印刷が生まれなかった主な原因として、漢字の存在が第一理由としてあげられている。特にその弊害を生産費用の面から直接的に被っていた新聞などの出版業界が漢字廃止を支持したのもこうした事情による。
しかし、1978年にかな漢字変換を実用化した東芝JW-10が登場して以降電子化が進み、21世紀初頭にはUnicodeも普及して漢字を出力する際の障害が減り、この方向からの漢字廃止論は下火となっている。

### 文化上の問題
ナショナリズムの確立につれて、日本・朝鮮半島・ベトナムにおいては中国から輸入した文字を使うことが問題視されるようになり、自前の文字体型に置き換える漢字廃止論は全東アジアで大きな支持を受けた。
また、漢字により生じる非効率性の問題はアメリカやヨーロッパの事情を知る者には特に強く認められており、西洋文化の吸収や国語教育においても不利で、清朝のように衰亡してしまうと考えられた。印刷技術の手間も合わせて、知識、ひいては文明の伝播の弊害であるとして漢字廃止の必要性が主張されたわけである。
当の中国でも共通語が「国語」として定められ、注音符号ができ中国語の表音化が可能になった段階で、短期間ながらも漢字廃止論が魯迅や銭玄同らによって主張された。
21世紀には漢民族を主な住民としない国で漢字を使っているのは日本だけであり、朝鮮半島およびベトナムではすでに漢字の使用は事実上消滅している。漢字廃止を政策として実現させた朝鮮半島とベトナムはすでに数世代以上が漢字を教わることのないまま育っている。
韓国では、漢字廃止により語音から意味を類推するのが難しくなり、世代間のコミュニケーション上の混乱や断絶の惹起、抽象度の高い思考の困難、伝統文化の消失を憂慮する論がある。

## 日本の状況

### 歴史

#### 近世以前
日本は江戸時代中期頃から、国学者らが、漢字廃止を主張し始めた。例えば、賀茂真淵は、著書『国意考』で、漢字の文字数の多さを批判し、仮名文字の文字数の少なさを評価した。その弟子である本居宣長は、著書『玉勝間』で、漢文の不自由さを批判している。
幕末期には、前島密が、1866年（慶応2年）12月に前島来輔という名で開成所翻訳筆記方に出仕していた際に将軍の徳川慶喜に漢字御廃止之議を献じた。

#### 戦前
前島は1869年（明治2年）、集議院に「国文教育之儀ニ付建議」を提出し、これに「国文教育施行ノ方法」、「廃漢字私見書」をそえて教育制度について建議したが、それらは漢字を廃して平仮名を国字とするものであった。さらに1872年（明治5年）には「学制御施行に先たち国字改良相成度卑見内申書」を岩倉右大臣と大木文部卿に提出した。一方で柳川春三は布告書を仮名で発布すべきことを建白した。しかし、いずれも受け入れられることはなかった。
1872年（明治5年）、学制施行に際して、一部で日本語の文字の複雑さ・不規則性が障害であるとみなされ、福澤諭吉は「文字之教（文字之教端書）」の中で漢字仮名交じりは不便であるが、漢字を全て廃止する事も不便であるといい、みだりに難しい漢字を使わずとも用は足りると説いている。また清水卯三郎は平仮名専用説を唱えた。
1881年（明治14年）秋、吉原重俊、高崎正風、有島武、西徳三郎その他が仮名使用運動を展開し、丸山作楽、近藤真琴、物集高見、大槻文彦その他がこれに加わり、翌1882年（明治15年）「かなのとも」、同年夏には肥田浜五郎、丹羽雄九郎、後藤牧太、小西信八、辻敬之その他が「いろはくわい」、また一方で波多野承五郎、本山彦一、渡辺治、高橋義雄、伊藤欽亮その他は「いろはぶんくわい」を設立した。かくして1882年頃には3団体が鼎立し、同年5月、「かなのとも」から機関雑誌「かなのみちびき」が発行され、仮名主義の団体を糾合し、同年7月には「かなのくわい」が組織された。
会長は有栖川宮熾仁親王をいただき、吉原重俊、肥田浜五郎が副会長、高崎正風、丹羽雄九郎が幹事であった。
元々「かなのくわい」は仮名専用説を奉ずるものであるが、仮名遣いに対する見解の相違から、会は雪、月、花の3部を置き、それぞれ別に機関雑誌を発行した。こうした事情から団結力に欠けることは否めず、一部の会員はこれを憂いて3部合同を企てた。その目的は一時は達することもできたが長くは続かず、1885年（明治18年）7月歴史的仮名遣派と表音的仮名遣い派とが再び対立し、1889年・1890年（明治22・23年）頃には会はその存在意義を失っていた。
1885年（明治18年）頃、矢野文雄は「日本文体新論」で漢字節減を主張し、「三千字字引」を編纂し郵便報知新聞で発表した。
1909年（明治32年）頃、原敬、三宅雄二郎、巌谷季雄その他が漢字節減に関する具体的な方針を発表した。この中で三宅は7箇条を挙げた。
- 常に尊厳を意味し、または章句の間の重要の語たるべき漢字を存すべし
- 書き易き漢字を存すべし
- 仮名にて長くなるべき漢字を存すべし
- 目に慣れざる漢字を廃すべし
- 音の謬られ易き漢字を廃すべし
- 音にて区別し難き漢字を廃すべし
- 成るべく一字一訓にすべし

帝国教育会国語改良部は以下の方針をたてて漢字節減運動を展開したが、これらの運動はあまり反響がなかった。
- 漢字節減を期して国音の動詞、形容詞、助動詞、副詞、感嘆詞、後置詞、固有名詞、普通の外国語その他の仮名でわかる言葉には漢字を用いぬこと
- 字画が多く筆記に手間取り、難解な漢字を用いぬこと
- 字画が少なくても紛らわしい漢字を用いぬこと
- 仮名書きの場合より便利な漢字を用いること
- 略字のあるものはすべて略字を用いること

この他にも明治前期はさかんに言語改革論議が行われ、そのうちのひとつが音標文字論であった。音標文字論にはローマ字派、かな派（ひらがな派、カタカナ派）、独自の文字（新国字）によろうとする者などの意見が存在した。
1900年（明治33年）8月の小学校令施行規則で尋常小学校で教授すべき漢字は1200字以内と制限し、1904年（明治37年）に国定の「小学国語読本」が発行されると、尋常科用8冊に501字、高等科用4冊に355字、あわせて857字の漢字を教授するとした。
国語調査委員会が廃止されると時を同じくして教育調査会が設けられた。教育調査会が教育制度改善に関する調査を進めるうちに、修学年限を短縮するには、複雑不規則な国語、国文、国字の整理が不可欠であることが明らかとなった。1914年（大正3年）教育調査会委員の九鬼隆一、成瀬仁蔵、高田早苗から、国語、国字の整理に関する建議案が調査会に提出されたが、漢字に関しては古典および趣味用として保存するものであった。これは可決された。文部省は1916年（大正5年）から再度国語調査事務に着手し、1919年（大正8年）12月その成果のひとつとして「漢字整理案」を発表した。これは当時の尋常小学校各種教科書にある漢字2600余字について、字画の簡易、結体の整斉、小異の合同などを示したものである。
次に臨時国語調査会は漢字の調査に着手し、1923年（大正12年）5月、常用漢字の最小限度として1962字の標準漢字表、いわゆる常用漢字表を発表し、略字154字も併せて発表した。常用漢字表は1930年（昭和5年）、一部改訂をみて1851字となった。臨時国語調査会が漢字に対してとった方針は1923年（大正12年）の常用漢字表の凡例にしめされている。
- 本表にない漢字は仮名で書く。
- 固有名詞には本表にない文字を用いても差し支えない。ただし中国以外の外国の人名地名は仮名書きとする。
- 代名詞、副詞、接続詞、助動詞及び助詞はなるべく仮名で書く。
- 外来語は仮名で書く。

この発表により社会は大いに衝撃を受け、同年7月、新聞社、雑誌出版業関係者、印刷活字方面関係者の各代表は漢字制限を促すために漢字整理期成会を設立し、常用漢字表に基づいて漢字制限運動に取り組んだ。東京、大阪の新聞社は8月、期成会の申し合わせに基づいて漢字制限に着手する旨を宣言したが、関東大震災で頓挫した。しかしその後有力新聞社は漢字制限の推進を決定し、1925年（大正14年）6月、当代新聞紙の使用漢字約6000字を約3分の1に絞り、秋から断行する旨を宣言した。用字の方針は臨時国語調査会のものとほぼ同じで、文字は常用漢字表から31字を除き、新たに179字を追加したものであった。
その他の動きとしては、1940年に日本陸軍が「兵器名称用制限漢字表」を決定し、兵器の名に使える漢字を1235字に制限した。1942年には国語審議会が、各省庁および一般社会で使用する漢字の標準を示した合計2528字の「標準漢字表」を答申している。

#### 戦後初期
太平洋戦争終結後、国語改革による漢字廃止政策が盛り上がった。
1946年（昭和21年）4月、志賀直哉は雑誌『改造』に「国語問題」を発表し、その中で「日本語を廃止して、世界中で一番うつくしい言語であるフランス語を採用せよ」と提案した。6月5日、日本ローマ字会とカナモジカイは共同で漢字全廃のため努力するという声明を発表した。11月12日、読売新聞は「漢字を廃止せよ」との社説を掲載した。
1948年（昭和23年）に「日本語は漢字が多いために覚えるのが難しく、識字率が上がりにくいために民主化を遅らせている」という偏見から、GHQのジョン・ペルゼルによる発案で、日本語をローマ字表記にする計画が起こされた。同年3月、連合国軍最高司令官総司令部に招かれた第一次アメリカ教育使節団が3月31日に第一次アメリカ教育使節団報告書を提出し、学校教育の漢字の弊害とローマ字の利便性を指摘した。正確な識字率調査のため民間情報教育局は国字ローマ字論者の言語学者である柴田武に全国的な調査を指示（統計処理は林知己夫が担当）、1948年8月、文部省教育研修所（現・国立教育政策研究所）により、15歳から64歳までの約1万7千人の老若男女を対象とした日本初の全国調査「日本人の読み書き能力調査」が実施されたが、その結果は漢字の読み書きができない者は2.1%にとどまり、日本人の識字率が非常に高いことが証明された。柴田はテスト後にペルゼルに呼び出され、「識字率が低い結果でないと困る」と遠回しに言われたが、柴田は「結果は曲げられない」と突っぱね、日本語のローマ字化は撤回された。しかし、後に問題を作成した国語学者たちは、実は平均点が上がるよう、難しく見えるが易しい問題を出したとも語っている。
結局、1946年に当用漢字と現代かなづかい、1948年に教育漢字が制定された。その後、1966年の第58回国語審議会総会にて、中村梅吉文部大臣が「今後のご審議にあたりましては、当然のことながら国語の表記は、漢字かなまじり文によることを前提とし」と言明して、国語の表記の基本が「漢字仮名交じり文」であることが確認された。
1981年、当用漢字は常用漢字に改められた。当用漢字の制定時の数は1850字であったが、2010年制定の現行の常用漢字は2136字に増えている。

#### 日本語ワープロ発明以降
漢字ではタイプライターが使用困難（一応和文タイプライターが存在したが操作は極めて難しい）という問題が残されていたが、1979年に漢字変換が可能なワープロの東芝JW-10が登場し、これ以降日本語ワープロが普及していった。
21世紀前半現在、2013年に財団法人カナモジカイが解散（任意団体としては存続）し、日本ローマ字会は会員の高齢化による減少のため2023年3月に解散する（同じくローマ字運動を展開する日本のローマ字社は、公益財団法人として活動を続けている）など、漢字廃止や音標文字化の動きは低調である。国立国語研究所など日本語表記研究者の多くが漢字不可欠論支持に傾いており、また世間的にも漢字かな交じり文の優位性を主張する漢字幻想のようなものが定着するに至った、との指摘がなされている。新しい漢字廃止論は、主に障害学、識字研究、国際化などに基づいて行われており、議論は初期のものとは全く異なった枠組みに移行している。主な論者に、あべ・やすし、梅棹忠夫、田中克彦、ましこ・ひでのりらがいる。

## 漢字廃止論の要点

### 廃止賛成派の論
- 漢字の習得は困難であり、学業の落ちこぼれの原因になりうる。漢字は社会階層による知識格差をまねく[17]。漢字知識の豊富なエリート層とそうでない社会階層との知識の共有をさまたげている[17]。
- 漢字は成人と子供との間に言葉の違いを生み、子供が知識を得る障害となっている[18]。
- 漢字で表される漢語は、もともと単音節の中国語に由来するので、同音異義語が増える。そのため、耳で聞いてわからない言葉が増加した。
- 視覚障害者にとって不便である。
- 漢字は、日本の大和言葉の発達をさまたげた。
- 難読地名、キラキラネームの原因である[19][20]。

### 廃止反対派の論
- パソコンやワープロの発展により、タイプライターや活字、手書き原稿を前提とした漢字制限・字体簡略化論はその有効性を失っている。漢字制限派だった金田一春彦は1995年（平成7年）にここまでワープロが発展するのなら、常用漢字も新字体も現代仮名遣いも無用のことだったと述べている[21]。
- 言葉を判別できないと、それぞれの発音には最も使われる意味の言葉が割り当てられ、他の同音異義語と概念は消え去ってしまう。これにより、日本語から言葉と概念がどんどん失われてしまい、表現の乏しい極めて幼稚な言語になるおそれもある[22]。
- 漢字が廃止されたとして、漢字を学習し古典を理解できるエリート層と理解できない庶民に国民が分断されるのは文化にとって有害である[23]。

### ローマ字派
1884年に羅馬字会が結成された。しかし、ローマ字の方式を日本式とするか英米式とするかで意見が分かれてまとまらず、結局1892年に解散となった。その後も同様の組織がいくつも作られた。
現在のローマ字表記は概ねヘボン式が基本となっており、日本国内規格、国際規格、英米規格、外務省ヘボン式、道路標識ヘボン式などがある。

一方で訓令式を支持する派閥もある。公益社団法人国際日本語学会日本ローマ字会（旧・財団法人日本ローマ字会）が組織されており、梅棹忠夫が会長を務めていた。同会は訓令式ベースで独自の「99式ローマ字」を提唱していた。
利点
- ローマ字を使用する文化圏の外国人が読むことができる。街中の地名表示、看板等を利用できる。海外に日本語を普及させる上でも有利。
- コンピュータで取り扱う際に容易になる。ラテン文字圏のソフトウェアやシステムとの互換に関する手間や不具合が大幅に減少する。

欠点
- ローマ字のみの世代になるとローマ字以前の文書を読む際に、書き換えまたは読み替えをしなければならない。
- かな表記に比べて日本語を書き表す上で冗長である。
- 横にしか書けない。縦でも書けないことはないが、可読性に劣る。
- 社会に混乱を招くなど文化的経済的損失が発生する可能性がある。
- 漢字に比べ、読むのにはるかに時間がかかる。
- ルビをふることでローマ字の利点を簡単に取り込むことができるのでローマ字化は不要。
- 同音異義語を修正しなければ使いにくい。

### かな派（ひらがな派、カタカナ派）
戦後はカナモジカイ理事長の松坂忠則が主導的役割を果たした。彼は幼少期に漢字の読み書きに苦労した経験から漢字廃止運動に参加した。
1980年代末頃までの家庭用コンピューターやテレビゲーム機の多くは性能上漢字出力が不可能ないし困難だったため、漢字廃止論等に関係なく否応なしに仮名だけの表記が多用され、独特の分かち書きが使用されていた。

### 新国字派
既存の文字ではなく新しい文字を使おうとする立場。江戸時代の神代文字創作の流れに引き続き、明治以後だけでも多様な文字が考案された。
- 東眼式（東京帝国大学眼科教室式）新仮名文字（開発者：石原忍・東京帝国大学教授・眼科医）[25]
- ひので字（開発者：中村壮太郎・実業家）
- 流水文字[要出典]

## 日本以外の漢字圏の状況

### 中国
中華民国期、音標文字である注音符号ができ、魯迅が「漢字が滅びなければ中国が必ず滅びる（中国語：漢字不滅、中國必亡。）」と述べるなど新文化運動を担った知識人が漢字廃止を主張した。
中華人民共和国の成立後、拼音というラテン文字による表記法を作り、漢字の簡体字化を進めるなど文字改革政策を進めた。1970年代の第二次漢字簡化方案の失敗により、正書法のラテン文字化は頓挫し、簡体字が維持されている。
現在は、注音符号も拼音も補助的な使用にとどまり、中国大陸の中華人民共和国政府も台湾の中華民国政府も、漢字を廃止する政策はとっていない。

### 朝鮮半島

#### 大韓民国
建国後しばらく漢字ハングル混じり文が併用されたが、ハングル専用法が制定された。
2000年から適用されている「第7次教育課程」で漢字は必須科目から外され、1990年以降に生まれた世代の大韓民国（韓国）の人たちはほとんど漢字を解さないほどとなっている。現在は博士課程の学生でも漢字が読めない事が多い。一方で漢語の廃止はしていないため同音異義語が多い。そのため、同音異義語があるハングルの横に括弧で漢字を表示することもある。例）조선(朝鮮)
長期にわたる漢字教育の欠如のため、そのベースとなる漢字の知識そのものが消えてしまい、音から意味を類推するのが難しくなっていると指摘されており、世代間のコミュニケーション上の混乱あるいは断絶を憂慮する声がある。また、長年にわたり継承されてきた文化の伝統が断絶するとする懸念も上がっている。

#### 朝鮮民主主義人民共和国
朝鮮民主主義人民共和国（北朝鮮）は、解放直後に北側で230万人いたとされる文盲への対策と金日成の『漢字を作った中国人自身が、いま、不便を感じ、 改良しようとしているのに、外国人である我々がなぜ使う必要があるのか』の意向を元に、漢字は法律上廃止されており、朝鮮語用の文字であるチョソングルだけが用いられている。「万景峰号」「平壌」などの漢字表記も、あくまで外国語表記としてのみの扱いで存在しており、キム・ジョンウンの「ウン」にあたる漢字が何なのかはしばらく不明であった。
かつてレーニンは、『ローマ字の採用は東洋民族の一革命であり、民主主義革命の一構成分子である』と述べているが、ローマ字同様表音的なチョソングルへの全面的な切り替えによって、この「革命」に乗ったとも言える。

### ベトナム
ベトナムは20世紀まで公用文で漢文を用い、民間はベトナム語の表記のために漢字と固有語を表すチュノムの交ぜ書きも用いた。19世紀末にフランスの支配によるフランス領インドシナの植民地化以降、フランス・インドシナ総督府により、ベトナム語のアルファベット表記であるチュ・クォック・グー（ベトナム語：Chữ Quốc Ngữ / 𡨸國語?）の普及が進められる一方で、1919年の科挙廃止などにより、漢字（およびチュノム）教育の重要性は、次第に低いものとなっていった。
初めは、フランス人が作ったチュ・クォック・グーに抵抗感を持っていた有識者、独立指導者層も、国民教化のための手段として、チュ・クォック・グーを受け入れ、1945年のベトナム独立時に、漢字に代わる公用文字としてチュ・クォック・グーが正式に採用された。義務教育における漢文教育は、北ベトナムは1950年の暫定教育改革により廃止、南ベトナムは1975年のサイゴン陥落により廃止されている。
現在、義務教育における漢字教育、漢文教育はなく、漢字を理解する者は、大学でチュノム文学や中国語や日本語を専攻した者や、仏僧や書道家など特別な教育を受けた者、1945年以前に漢字教育を受けた高齢者などに限定される。しかし、ベトナム語の中には漢字語（漢越語）の影響が強く残るほか、一般生活の中でも、冠婚葬祭や仏事や旧正月など、伝統行事の場で漢字がよく用いられる。